# Henry Macintosh
Hanry Maitland Macintosh (ur. 10 czerwca 1892 w Kelso w Szkocji, zm. 26 lipca 1918 w Albert we Francji) – brytyjski lekkoatleta sprinter, mistrz olimpijski ze Sztokholmu z 1912.
Ukończył Glenalmond College oraz Corpus Christi College w Cambridge.
Na igrzyskach olimpijskich w 1912 w Sztokholmie startował w biegu na 100 metrów (odpadł w przedbiegach) i biegu na 200 metrów (odpadł w półfinale). Sukces odniósł za to w sztafecie 4 × 100 metrów, w której wraz z kolegami (byli to David Jacobs, Victor d’Arcy i William Applegarth) najpierw awansował do finału po dyskwalifikacji sztafety [Stanów Zjednoczonych za przekazanie pałeczki poza strefą zmian, a później w finale zdobył złoty medal. Macintosh biegł na 2. zmianie.
W 1913 został prezesem klubu lekkoatletycznego University of Cambridge. Zwyciężył w biegu na 100 jardów podczas meczu z drużyną z University of Oxford. Później, w tym samym roku, zdobył mistrzostwo Szkocji na tym dystansie oraz wyrównał rekord Wielkiej Brytanii (9,8 s). W 1914 ponownie zwyciężył na 100 jardów podczas zawodów Cambridge – Oksford.
Wszystkie rekordy życiowe ustanowił w roku 1913:
- 100 y – 9,8 s.
- 100 m – 10,7 s.
- 200 m – 22,1 s.

Po wybuchu I wojny światowej służył w regimencie Argyll and Sutherland Highlanders. Zmarł w stopniu kapitana z ran odniesionych w drugiej bitwie nad Sommą podczas ofensywy stu dni. Został pochowany na cmentarzu w Senlis.